# Fernando Ricksen
Fernando Jacob Hubertina Henrika Ricksen (Heerlen, 27 juli 1976 – Airdrie, 18 september 2019) was een Nederlands profvoetballer die als rechtsback speelde. Van 1993 tot en met 2011 kwam hij uit voor achtereenvolgens Fortuna Sittard, AZ, Glasgow Rangers, Zenit Sint-Petersburg en weer Fortuna Sittard. Tussen 2000 en 2003 speelde hij twaalf interlands voor het Nederlands elftal.

## Clubcarrière

### Jeugd
Ricksen werd geboren in een arbeidersgezin in Heerlen. In 1988 werd hij gescout door Roda JC, waar hij vier jaar speelde voordat hij in 1992 de overstap maakte naar Fortuna Sittard. Daar speelde hij samen met onder anderen Mark van Bommel en werd hij in 1993 kampioen van de A-jeugd.

### Fortuna Sittard (eerste periode)
In 1993 maakte hij zijn debuut in het eerste elftal van Fortuna Sittard, dat uitkwam in de Eerste divisie. Al snel verwierf hij als rechtsback een vaste plaats in het elftal. In 1995 werd de club kampioen van de eerste divisie en promoveerde de ploeg naar de eredivisie. Hier speelde hij nog twee jaar voor Fortuna Sittard waarin de ploeg op de dertiende en elfde plaats van de Eredivisie eindigde.

### AZ
In 1997 verhuisde hij, na een lucratief aanbod, naar AZ. Sportief gezien betekende de overgang echter een achteruitgang, daar AZ zojuist gedegradeerd was uit de Eredivisie. In zijn eerste jaar werd Ricksen wederom kampioen van de Eerste divisie en in de twee jaar die volgden eindigde de club op de negende en zevende plaats van de Eredivisie. Bij AZ groeide Ricksen uit tot steunpilaar van de ploeg.

### Glasgow Rangers
In 2000 haalde trainer Dick Advocaat Ricksen voor een transferbedrag van ongeveer 6 miljoen euro naar Glasgow Rangers. In Schotland kende Ricksen sportief gezien zijn sterkste periode. Hij groeide uit tot Nederlands international en had vijf en een half jaar een basisplaats bij de Schotse topploeg, waarmee hij in 2003 en 2005 kampioen werd. Ricksen kwam echter ook steeds meer in opspraak wegens zijn gedrag buiten de lijnen en liet zich uiteindelijk behandelen vanwege een alcoholverslaving.

### FC Zenit Sint-Petersburg
Tijdens een vliegreis met zijn toenmalige club Glasgow Rangers naar Zuid-Afrika, misdroeg Ricksen zich dusdanig, dat hij door de trainer uit de selectie werd gezet. Na enige tijd in de Sporting Chance Clinic te hebben gezeten, voegde Ricksen zich op maandag 31 juli 2006 weer bij Glasgow Rangers. Op 9 augustus 2006 werd bekend dat de club hem verhuurde aan Zenit Sint-Petersburg, waar Ricksen herenigd werd met zijn vroegere coach bij Glasgow Rangers, Dick Advocaat. Ondanks de aanwezigheid van Advocaat zat hij hier voornamelijk op de reservebank. Nadat Advocaat in de zomer van 2009 vertrok, werd zijn positie bij de Russische club uitzichtloos. Zijn contract werd ontbonden in augustus 2009.

### Fortuna Sittard (tweede periode)
Op 2 december 2010 tekende hij een contract tot het einde van het seizoen 2010/11 bij Fortuna Sittard. Op 13 december 2010 maakte hij zijn rentree bij Fortuna Sittard in de gewonnen uitwedstrijd tegen RKC Waalwijk (2-3).
Aan het eind van het seizoen 2012/13 maakte Ricksen bekend te stoppen met betaald voetbal. In het seizoen 2013/14 maakte Ricksen deel uit van de eerste selectie van de amateurs van RKSV Minor, waar zijn broer Pedro destijds werkzaam was als trainer.

### Carrièrestatistieken
| Seizoen | Club                                | Land      | Competitie              | Wed. | Goals |
| ------- | ----------------------------------- | --------- | ----------------------- | ---- | ----- |
| 1993/94 | Fortuna Sittard                     | Nederland | Eerste divisie          | 2    | 0     |
| 1994/95 | Fortuna Sittard                     | Nederland | Eerste divisie          | 30   | 2     |
| 1995/96 | Fortuna Sittard                     | Nederland | Eredivisie              | 28   | 1     |
| 1996/97 | Fortuna Sittard                     | Nederland | Eredivisie              | 34   | 4     |
| 1997/98 | AZ                                  | Nederland | Eerste divisie          | 32   | 1     |
| 1998/99 | AZ                                  | Nederland | Eredivisie              | 31   | 0     |
| 1999/00 | AZ                                  | Nederland | Eredivisie              | 29   | 9     |
| 2000/01 | Glasgow Rangers                     | Schotland | Scottish Premier League | 27   | 1     |
| 2001/02 | Glasgow Rangers                     | Schotland | Scottish Premier League | 31   | 4     |
| 2002/03 | Glasgow Rangers                     | Schotland | Scottish Premier League | 35   | 3     |
| 2003/04 | Glasgow Rangers                     | Schotland | Scottish Premier League | 30   | 1     |
| 2004/05 | Glasgow Rangers                     | Schotland | Scottish Premier League | 38   | 4     |
| 2005/06 | Glasgow Rangers                     | Schotland | Scottish Premier League | 21   | 0     |
| 2006    | → Zenit Sint-Petersburg (huurbasis) | Rusland   | Premjer-Liga            | 14   | 2     |
| 2007    | Zenit Sint-Petersburg               | Rusland   | Premjer-Liga            | 14   | 0     |
| 2008    | Zenit Sint-Petersburg               | Rusland   | Premjer-Liga            | 8    | 0     |
| 2009    | Zenit Sint-Petersburg               | Rusland   | Premjer-Liga            | 0    | 0     |
| 2010/11 | Fortuna Sittard                     | Nederland | Eerste divisie          | 17   | 0     |
| 2011/12 | Fortuna Sittard                     | Nederland | Eerste divisie          | 23   | 1     |
| 2012/13 | Fortuna Sittard                     | Nederland | Eerste divisie          | 8    | 0     |
| Totaal  | Totaal                              | Totaal    | Totaal                  | 452  | 33    |

## Interlandcarrière
Onder leiding van bondscoach Louis van Gaal debuteerde Ricksen op 15 november 2000 in het Nederlands voetbalelftal in de oefenwedstrijd in en tegen Spanje (1-2), net als Kevin Hofland (PSV) en Patrick Paauwe (Feyenoord). Ricksen viel in dat duel na 88 minuten in voor Paul Bosvelt.
| Interlands van Fernando Ricksen voor Nederland | Interlands van Fernando Ricksen voor Nederland | Interlands van Fernando Ricksen voor Nederland | Interlands van Fernando Ricksen voor Nederland | Interlands van Fernando Ricksen voor Nederland | Interlands van Fernando Ricksen voor Nederland |
| №                                              | Datum                                          | Wedstrijd                                      | Uitslag                                        | Competitie                                     | Doelpunten                                     |
| Als speler van Glasgow Rangers                 | Als speler van Glasgow Rangers                 | Als speler van Glasgow Rangers                 | Als speler van Glasgow Rangers                 | Als speler van Glasgow Rangers                 | Als speler van Glasgow Rangers                 |
| ---------------------------------------------- | ---------------------------------------------- | ---------------------------------------------- | ---------------------------------------------- | ---------------------------------------------- | ---------------------------------------------- |
| 1.                                             | 2 september 2000                               | Spanje – Nederland                             | 1 – 2                                          | Vriendschappelijk                              | 0                                              |
| 2.                                             | 13 februari 2002                               | Nederland – Engeland                           | 1 – 1                                          | Vriendschappelijk                              | 0                                              |
| 3.                                             | 27 maart 2002                                  | Nederland – Spanje                             | 1 – 0                                          | Vriendschappelijk                              | 0                                              |
| 4.                                             | 19 mei 2002                                    | Verenigde Staten – Nederland                   | 0 – 2                                          | Vriendschappelijk                              | 0                                              |
| 5.                                             | 21 augustus 2002                               | Noorwegen – Nederland                          | 0 – 1                                          | Vriendschappelijk                              | 0                                              |
| 6.                                             | 7 september 2002                               | Nederland – Wit-Rusland                        | 3 – 0                                          | EK-kwalificatie                                | 0                                              |
| 7.                                             | 16 oktober 2002                                | Oostenrijk – Nederland                         | 0 – 3                                          | EK-kwalificatie                                | 0                                              |
| 8.                                             | 20 november 2002                               | Duitsland – Nederland                          | 1 – 3                                          | Vriendschappelijk                              | 0                                              |
| 9.                                             | 12 februari 2003                               | Nederland – Argentinië                         | 1 – 0                                          | Vriendschappelijk                              | 0                                              |
| 10.                                            | 29 maart 2003                                  | Nederland – Tsjechië                           | 1 – 1                                          | EK-kwalificatie                                | 0                                              |
| 11.                                            | 2 april 2003                                   | Moldavië – Nederland                           | 1 – 2                                          | EK-kwalificatie                                | 0                                              |
| 12.                                            | 30 april 2003                                  | Nederland – Portugal                           | 1 – 1                                          | Vriendschappelijk                              | 0                                              |

## Persoonlijk leven

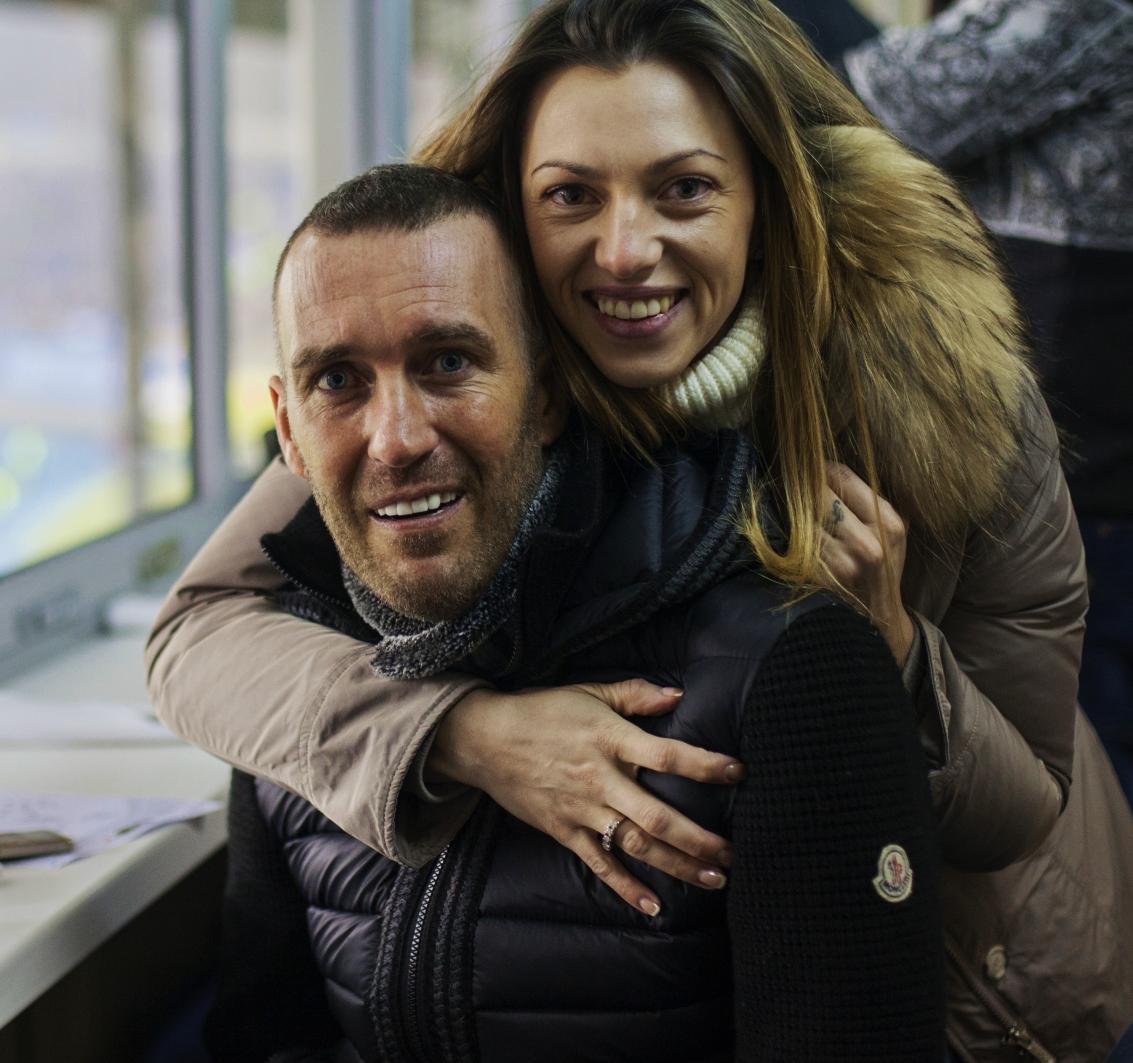
Fernando Ricksen samen met zijn vrouw Veronika, tijdens hun bezoek aan de Europa League-wedstrijd Zenit - PSV op 26 februari 2015 in Sint-Petersburg

### Jeugd en periode in Nederland
Ricksen groeide op in een arbeidersgezin in Heerlen en kende daar een moeilijke jeugd, een periode waar hij zelf niet op wenste terug te kijken. Hij brak met zijn ouders en verhuisde in 1997 naar Alkmaar, waar hij ging spelen bij AZ. Hier verwekte hij een kind bij een vrouw, die hij ontmoet had in het uitgaansleven. In 2000 trouwde hij in Alkmaar met Graciela L'Ami, die de voetballer vergezelde tijdens zijn periodes in Glasgow en Sint-Petersburg.

### Verslavingen
In zijn periode in Glasgow werd Ricksen veel gezien in het uitgaansleven. Hij werd qua gedrag wel vergeleken met Paul Gascoigne, die enkele jaren eerder bij de ploeg had gespeeld. Ricksen raakte in Schotland verslaafd aan alcohol, cocaïne en vrouwen. Hij had diverse buitenechtelijke relaties en werd onder andere gezien met het model Katie Price. Ondanks zijn persoonlijke problemen bleef hij een vaste waarde bij zijn club. Wel kwam hij diverse keren in opspraak wegens gewelddadig gedrag. In 2003 werd hij veroordeeld tot een boete van zevenduizend pond, wegens mishandeling van een buurman.
In 2005 ondernam hij zijn eerste pogingen om af te komen van zijn verslavingen. In 2006 zat hij, na een incident tijdens een vliegreis voor Glasgow Rangers, enkele weken in een afkickkliniek. Ricksen sprak in de pers openlijk over zijn behandeling. Enkele maanden later vertrok hij met zijn vrouw naar Sint Petersburg, om daar te gaan voetballen voor FK Zenit. Hier kreeg hij echter zijn carrière, na een goede verhuurperiode, niet op de rails en raakte hij wederom zwaar aan de drank. In zijn periode in Sint Petersburg werd Ricksen door de Russische voetbalbond voor een jaar geschorst wegens cocaïnegebruik, dit werd echter stilgehouden voor de buitenwereld en afgedaan als een blessure.
In maart 2009 liep zijn relatie met L'Ami op de klippen en eind 2009 keerde hij, na 2,5 seizoen weinig gespeeld te hebben, terug naar Nederland, waar hij na een jaar zonder club gezeten te hebben ging spelen voor Fortuna Sittard. Het meeste geld van de miljoenen die hij verdiende in Glasgow en Sint Petersburg had hij ondertussen uitgegeven aan drank, drugs en stripclubs. In 2010 scheidde hij officieel van L'Ami. Later kreeg hij een relatie met de Russische Veronika, met wie hij een dochter kreeg en in 2014 trouwde.

### Ziekte en biografie
Ricksen maakte op 30 oktober 2013 in het televisieprogramma De Wereld Draait Door bekend dat hij leed aan de neurologische ziekte ALS. Aanleiding voor het gesprek was de publicatie van zijn geautoriseerde biografie Vechtlust. Ricksen kreeg steunbetuigingen van aanhangers van al zijn vorige clubs, waaronder Glasgow Rangers en Fortuna Sittard. Maar ook supporters van aartsrivaal Celtic betuigden steun voor de oud-voetballer. In een persoonlijke reactie liet de oud-international weten veel steun te halen uit de vele reacties, en het vechten tegen de ziekte niet op te geven. Ricksen liet op zijn website weten: "Ooit zal er iemand de eerste zijn die deze verschrikkelijke ziekte verslaat én overleeft. Laat ik die persoon dan maar zijn. Ik blijf de fighter die ik altijd ben geweest."
Op 25 mei 2014 werd er in Sittard een erewedstrijd gespeeld voor Ricksen tussen een door hem samengesteld team, met onder andere oud-teamgenoten Mark van Bommel, Ronald de Boer en Giovanni van Bronckhorst en Fortuna Sittard. Ricksen viel zelf in de laatste minuten in. Tevens werd de noord-tribune van het Fortuna Sittard Stadion hernoemd naar de Fernando Ricksen Tribune.
Op 25 maart 2017 werd er in Highbury Stadium van Fleetwood Town FC een benefietwedstrijd gespeeld tussen een elftal van Engelse oud-internationals en oud-spelers van Glasgow Rangers. De opbrengst kwam ten goede aan Fernando Ricksens ALS foundation.
Op 1 juni 2020 kwam het boek De Finale Strijd uit van zijn biograaf Vincent de Vries. In het boek staat Ricksens gevecht van zes jaar strijd tegen de ziekte ALS.
In januari 2018 werd een standbeeld van hem onthuld door Van Bommel en Hofland voor het stadion van Fortuna Sittard in aanwezigheid van ruim duizend fans, spelers, trainers en (oud-)medewerkers van Fortuna en Glasgow Rangers.
Ricksen woonde lange tijd in Valencia. In januari 2019 nam hij zijn intrek in een hospice in Airdrie, vanwaar hij op 10 juni 2019 zijn laatste benefietavond voor onderzoek naar ALS aankondigde die op 28 juni dat jaar gehouden werd.

### Overlijden
Op 18 september 2019 overleed Ricksen op 43-jarige leeftijd aan de gevolgen van ALS in het St. Andrews Hospice in Airdrie, nabij Glasgow. Zijn vrouw en dochter waren hierbij, op zijn verzoek, niet aanwezig.
De volgende dag werd bij de voetbalwedstrijd Rangers FC-Feyenoord in Glasgow vooraf aan de UEFA Europa League-wedstrijd een minuut stilte gehouden. Uit eerbetoon waren veel supporters in oranje kleding verschenen. In de tweede minuut van de wedstrijd, het rugnummer van Ricksen bij Glasgow Rangers, werd een minuut lang een ovationeel applaus gegeven, waaraan de spelers korte tijd ook meededen en waardoor het spel even kwam stil te liggen. Beide teams speelden met rouwbanden om. Buiten het stadion was een geïmproviseerde herdenkingsplek ingericht waar supporters vlaggen, sjaaltjes en bloemen neerlegden. Dezelfde avond werd in de 43e minuut speeltijd in de UEFA Europa League-wedstrijd PSV-Sporting Lissabon, waar zijn oud-ploeggenoot Mark van Bommel trainer was, een minuut lang voor Ricksen geapplaudisseerd.
Op 25 september vond de uitvaart plaats in Glasgow. De rouwstoet maakte een rondrit door de straten rond het Ibrox Stadium, waarbij duizenden toeschouwers en de voltallige selectie van Rangers FC en trainer Steven Gerrard Ricksen hun laatste eer betoonden. Aansluitend was er een herdenkingsbijeenkomst in Wellington Church. De kist werd gedragen door vrienden van Ricksen, waaronder oud-voetballers Michael Mols, Kevin Hofland en Thomas Buffel en zijn biograaf Vincent de Vries. De crematie vond vervolgens plaats in besloten kring.

## Erelijst
| Competitie              |                 |                           |                 |                 |
| Competitie              | Aantal          | Jaren                     |                 |                 |
| Fortuna Sittard         | Fortuna Sittard | Fortuna Sittard           | Fortuna Sittard | Fortuna Sittard |
| ----------------------- | --------------- | ------------------------- | --------------- | --------------- |
| Eerste Divisie          | 1x              | 1994/95                   |                 |                 |
| AZ                      |                 |                           |                 |                 |
| Eerste Divisie          | 1x              | 1997/98                   |                 |                 |
| Glasgow Rangers         |                 |                           |                 |                 |
| Nationaal               |                 |                           |                 |                 |
| Scottish Premier League | 2x              | 2002/03, 2004/05          |                 |                 |
| Scottish Cup            | 2x              | 2001/02, 2002/03          |                 |                 |
| Scottish League Cup     | 3x              | 2001/02, 2002/03, 2004/05 |                 |                 |
| Zenit Sint-Petersburg   |                 |                           |                 |                 |
| Internationaal          |                 |                           |                 |                 |
| UEFA Cup                | 1x              | 2007/08                   |                 |                 |
| UEFA Super Cup          | 1x              | 2008                      |                 |                 |
| Nationaal               |                 |                           |                 |                 |
| Premjer-Liga            | 1x              | 2007                      |                 |                 |
| Russische supercup      | 1x              | 2008                      |                 |                 |